# Wólka Łasiecka
Wólka Łasiecka – wieś w Polsce położona w województwie łódzkim, w powiecie skierniewickim, w gminie Bolimów.
W latach 1975–1998 miejscowość administracyjnie należała do województwa skierniewickiego.
Wieś częściowo leży w Bolimowskim Parku Krajobrazowym. Na północ od wsi, przy polnej drodze do Podłasiecznik znajduje się zaniedbany niemiecki cmentarz z I wojny światowej, na którym pochowano 381 żołnierzy.